# طوطی‌های شادرنگ
طوطی‌های شادْرَنگ یا آرا (نام علمی: Ara) یک تیره از طوطی‌های مکائو است که در حال حاضر شامل هشت گونهٔ موجود می‌شود. دست کم دو گونه از آنها منقرض شده‌اند. آراها پرندگانی بزرگ و رنگارنگ بوده و بومی آمریکای جنوبی و مرکزی هستند. این طوطی‌ها محبوبیت زیادی به عنوان حیوان خانگی داشته و نسل برخی از این گونه‌ها به دلیل قاچاق حیات وحش مورد تهدید قرار گرفته‌است.